# Albrighton and Donington

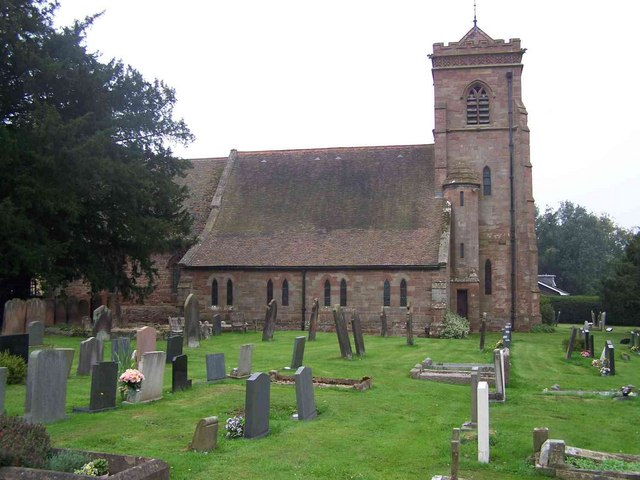
Donington

Albrighton and Donington är en civil parish i distriktet Shropshire, i grevskapet Shropshire, i England. Civil parish är belägen 12 km från Wolverhampton. Civil parishen inrättades den 1 april 2025 från Albrighton, Boscobel och Donington. Denna civil parishes hade 7 401 invånare år 2021.